# 登龙桥
登龙桥，是位于中国福建省周宁县七步镇八浦村的一个清代古建筑，2005年5月11日入选第六批福建省文物保护单位.
登龙桥始建年代已无考，历代多次遭大水冲毁，有史可考的首次重建年份为清朝康熙二十六年（1687年），后亦经多次重修，1986年村民又有修饰。桥体为杉木质拱形廊屋桥，南北横跨八浦溪，长38米，宽4.8米，廊屋15开间，桥柱66根，主拱骨架由双层纵向斜平梁与横向连系梁以多边形的形构组合而成，歇山顶，两端建有方石砌成的石阶。该桥亦是第二批县级文物保护单位。